# 崇蘭中學
崇蘭中學（英語：Sung Lan Middle School）為香港一間的政府津貼中學，創校人為曾璧山女士。曾璧山校長為紀念老師陳子褒先生而於1923年在黃泥涌道165號2樓創建該校。而陳子褒先生為清末民初教育家，別號崇蘭。
學校最初是男女同校的小學，後來校務擴展至幼稚園（男女同校）及初中（女子中學）。
因收生不足，該校於2012年暑假後結束營辦。
在2014至2019年間，教育局曾用作崇蘭中學的沙田美城苑校舍，後由香港聖瑪加利女書院借用作臨時校址，而該校亦已由於無法獲得新校舍而於2019年8月結束。目前，校舍已於2021年中改建成宣道會陳元喜小學新校。

## 學校歷史

### 戰前創校
1923年，曾璧山女士為紀念老師陳子褒而在黃泥涌道165號2樓創立崇蘭學校。初時的崇蘭只辦小學各級，直至1931年，才於觀馬台八號設立幼稚園部及開辦中學部，而且更於軒尼詩道171至173號設立分校。然而，由於1941年香港淪陷，曾壁山為「保存校譽」，決定停止辦學。

### 戰後發展
日本投降後不久，曾壁山從內地返港，在萬松坊7號4樓建立復校籌備委員會。在覓得禮頓道37號作為校舍後，因為修葺和購買教具、儀器設備需時，故崇蘭在1946年2月2日才復校，但當時只開辦幼稚園及小學部。及至1948年，崇蘭創校二十五週年才重新開辦中一班級，並且出版紀念特刊。當年，是崇蘭的高小第十六屆畢業，幼稚園第十屆畢業。1950年，崇蘭戰後第一屆初中畢業生畢業。
之後在1957年，崇蘭中學成立了崇蘭中學校董會（下稱「崇蘭公司」），並且向政府註冊為有限責任之不牟利教育機構，第一屆之成員為：王文強先生、邱碧珍女士、馮公夏先生、黃允畋居士、黃兼恩先生、曾璧山校長及羅時憲先生。翌年八月，崇蘭中學同學演出建校籌款戲劇：《金玉滿堂》。
1962年9月開始，崇蘭中學改辦英文中學，並且開辦中一至中五會考班。1963年2月12日，馮秉芬爵士為渣甸坊44號新校舍奠基。翌年一月九日，助理教育司羅宗淦主持渣甸坊新校開幕。其後，崇蘭公司將第一代校舍售予地產發展商，重建為崇蘭大廈。1965年，崇蘭中學出版創校四十二周年校刊。
1968年曾璧山校長正式榮休，校長一職由徐憲清校長接任。1972年，徐憲清校長辭職，由吳蔚民校長接任。1983年，崇蘭中學成為津貼中學。
1986年，此校創始人曾璧山校長於大埔半春園寓所逝世，享嵩壽96歲。隨後，其兒子黃學堯先生繼任崇蘭中學校監，直至結校為止。

### 喬遷沙田
1986年，吳蔚民校長榮休，由馮國強校長接任，同年小學部結束營辦，三月則獲教育署批准於新界籌建新校。及至1989年，沙田美城苑新校落成，並且開辦中一及中四級。而新成立的港九潮州公會馬松深中學由於永久校舍尚未啟用，亦向此校借用沙田校舍3、4樓，之後兩年舊校舍陸續騰空，而馬松深中學亦於1990年遷入博康邨正式校舍。
1991年9月，銅鑼灣舊校舍先轉借給嶺南杏花邨中學作臨時校舍，為期四年，在該校位於小西灣的永久校舍啟用後再賣給發展商，重建為單幢物業采怡閣。是年陳兆基校長到任，次年11月27日，崇蘭中學舉行了新校舍啟用典禮。1993年，陳兆基校長辭職，由翁益彰校長接任。此後，1994至1997年間，崇蘭中學先後加建了課室及電腦室及加入教育署第二期學校擴建計劃，增添了學生活動室，教員休息室，課室及會客室。2001年，翁益彰校長榮休，陳應信校長接任。
2003年，崇蘭創校八十周年，並於《明報》刊登校慶特輯，而且舉行了校慶嘉年華活動。

### 積弱
自1990年代遷校後，此校收生轉差，而且暴力事件頻生，更被列為第五組別學校，為此校停辦埋下伏線。
2002年6月18日，崇蘭一名15歲學生因不願考試，在開考前打傷兩名男教師。
2005年3月10日，崇蘭一名16歲學生在校內持刀恐嚇另一名有過節的學生，被教師及時制止。
2005年10月7日，崇蘭中學發生嚴重暴力事件，導致11名學生受傷，三名男生涉案被捕，且警方表示傾向起訴該等學生，惟校方拒絕開除他們。最後，此事件加上學校校長多次更迭等不利因素，成為崇蘭收生不足，乃至被殺校的近因。
2006年，任期只有5年的陳應信校長榮休，由譚美兒校長接任。兩年後，譚美兒校長亦告榮休，由蔡偉雄校長接任。

### 結束營辦
2006年，崇蘭中學未能達到3班中一的最低收生要求，因而被教育局要求停辦，成為因收生不足而被「殺校」的學校之一。此後，該校師生雖然組織了連串的救校行動，但仍要在2012年的暑假後停辦。因此，崇蘭在2006年招收的學生，成為該校首批、亦是唯一一屆接受新高中課程後畢業的學生。
崇蘭中學為了紀念2008年師生上下團結抵抗「殺校」，將學校歷史、學生文章和老師感言等輯錄成書，向全校師生派發。此外，負責辦學的崇蘭公司亦向此校注資280萬元，試圖挽救並獲批准。但是，由於校政惡化，該年只錄取了四名中一學生，學校高層決定將此校停辦，而該批學生在中三以後均需轉校。
崇蘭中學在2012年7月8日舉辦最後一屆畢業典禮暨惜別禮，並於同年8月31日結束辦學；至於未達退休年齡的教職員，部分則轉職至崇蘭校友創辦的曾璧山中學。但是，崇蘭公司並未結束，直至2016年11月30日所有清算工作完成後才告解散。至於圖書館藏書、剩餘的學籍及歷史資料，則由香港城市大學邵逸夫圖書館永久保存，並存放在該館設於沙田石門某工廈的書庫內。
2015年10月25日，崇蘭中學黃學堯校監逝世。
於2018年，由崇蘭中學校友以「香海蓮社」名義創辦的曾璧山中學，決定於2021/22年度起更名為「曾璧山（崇蘭）中學」，並更改校訓為「慈悲喜捨，敬業樂群」，以紀念此校過往的歷史及辦學精神。

## 辦學宗旨
校訓「敬業樂群」(「敬業，謂藝業長者，敬而視之。樂群，謂群居朋友善者，願而樂之。」唐代 孔穎達《五經正義》)秉承創校校長曾璧山女士的崇高教育理想——有教無類，並以作育英才為己任，藉以使同學能夠在德、智、體、群、美五方面都得到全面的發展。

## 校園環境
1990年代遷入沙田校舍，全校佔地面積6000平方米，校舍屬全連環型校舍，不包括地下共設5層，與樂道中學相連，並鄰近住宅美林邨、美城苑。

## 歷任校長
- 1923年–1968年：曾璧山校長
- 1968年–1972年：徐憲清校長（後轉職至港九潮州公會中學及順德聯誼總會譚伯羽中學）
- 1972年–1985年：吳蔚民校長
- 1985年–1990年：馮國強校長
- 1990年–1990年：鄭達禮校長（同年調任曾璧山中學校長）
- 1990年–1991年：梁笑梨署理校長（1991年調任曾璧山中學副校長）
- 1991年–1993年：陳兆基校長
- 1993年–2001年：翁益彰校長
- 2001年–2006年：陳應信校長
- 2006年–2008年：譚美兒校長
- 2008年–2012年：蔡偉雄校長（結校後調任曾璧山中學副校長）

## 校歌
曲、詞：佚名
崇蘭是我們培育知識的苗床，崇蘭是我們啟發天才的樂園。

在快活之谷，我們長大，我們健全成長。

奠基礎，從博以反約。

金字塔，是我們的榜樣，植英才，求學致用。

崇蘭的兒女，為社會之光，為社會之光。

## 著名/傑出校友
- 李鍔（1951年小六[16]）︰香港著名學者，前香港城市大學專上學院高級顧問，曾任香港大學文學院院長和職業訓練局執行幹事
- 杜祖貽，BBS（1948年小六及1951年中三[16][17]）︰香港著名教育學家，曾出任香港中文大學教育學院講座教授兼院長[18]
- 梁文建（1951年小六[16]）︰前教育署署長及教育統籌司
- 王澤長，CBE，JP︰香港律師，曾任香港律師會主席、香港立法局議員及香港行政局議員
- 何文匯，JP（小學部）︰曾任美國威斯康辛大學、前香港中文大學教務長及該校中國語言及文學系榮譽教授、香港中文大學東華三院社區書院創校校長、現任新市鎮文化教育協會的會長[19]
- 洪松蔭（1976年中一至1978年中二）︰前香港單車運動員[20]
- 魯芬（1967年小六[21]、1972年中五）：香港已故著名演員[註 3]
- 高肇蔚：香港單車運動員
- 謝月美（1960年小六）：香港女演員及配音員[22]
- 殷巧兒，MH，JP（1952年幼稚園下午校[23]）：香港資深教育及話劇工作者